# Der Töpfer

Der Töpfer (Le Potier) est un singspiel, décrit comme un komische Oper, en un acte de Johann André. Le livret est écrit par le compositeur. L'œuvre a été l'un des premiers opéras allemands à être publié en partition complète.

## Histoire
L'opéra créé à Hanau, le 22 janvier 1773. C'est un succès salué par Johann Wolfgang von Goethe pour sa simplicité et sa beauté, et publié aux frais de l'auteur, pendant l'été suivant.
Le singspiel est dédié à Theobald Marchand (1741–1800), chef de troupe théâtrale français, qui se produisait en Allemagne.

## Rôles
| Rôle               | Le type de la voix | Première le 22 janvier 1773 (Chef d'orchestre:) |
| ------------------ | ------------------ | ----------------------------------------------- |
| Marthe             | soprano            |                                                 |
| Hannchen, sa fille | soprano            |                                                 |
| Gürge, un paysan   | ténor              |                                                 |
| Amschel, un Juif   | basse              |                                                 |

## Synopsis
Marthe, dans l'espoir de gagner une loterie, tente de mettre hors jeu le mariage de sa fille Hannchen avec Gürge, avec l'intention de trouver un meilleur parti.